# Phobos (maan)
Phobos is de grootste van de twee manen van Mars, de andere marsmaan is Deimos.
Phobos bevindt zich dichter bij Mars dan Deimos, in een baan op zo'n 6000 km boven het oppervlak van Mars. Met een diameter van ongeveer 22,2 km en een massa van 1,072 × 1016 kg, is het een van de kleinste manen in het zonnestelsel. Phobos heeft een onregelmatige vorm en beweegt in een baan onder het minimum van de geschikte synchronisatiehoogte, waardoor hij elke eeuw 1,8 meter dichter bij Mars komt. Binnen zo'n 50 miljoen jaar kan Phobos hierdoor op Mars inslaan om een inslagkrater achter te laten, maar vermoedelijk zal Phobos eerder door de gravitatiekracht uit elkaar spatten en een planetaire ring vormen rond Mars.

## Naamgeving
De naam Phobos is afkomstig uit de mythologie, zowel de Griekse als Romeinse. Phobos was de zoon van Mars en Venus, in de Griekse mythologie bekend als Ares en Aphrodite. De naam is ontleend aan het Oud-Griekse woord "phobos" (Nederlands: "fobie"), dat angst betekent. De andere maan van Mars, Deimos, was de god van paniek, zoals Phobos die van angst was.

## Ontdekking en observatie
Phobos werd ontdekt door Asaph Hall, 6 dagen nadat hij Deimos, de andere maan van Mars ontdekte, op 18 augustus 1877. De maan is gefotografeerd door de ruimtesondes Mariner 9 in 1971, Viking 1 in 1977 en door het ruimtevaartuig Phobos 1 in 1988.
Phobos en Deimos zijn waarschijnlijk twee ingevangen planetoïden. Uit metingen van de Mars Global Surveyor bleek dat Phobos bestaat uit zowel ijs als gesteente en dat hij net zoals de maan bedekt is met een stoflaag (regoliet) van ongeveer een meter dik. Het ruimtevaartuig Phobos 2 nam ook gassen waar, die aan het oppervlak van de maan ontsnapten. Het ruimtevaartuig stopte te snel met functioneren om de gassen te kunnen identificeren. Men vermoedt dat de gassen waterdamp zijn.
In 2026 zal de Japanse Mars Moon eXploration (MMX) missie trachten om de maan verder te ontdekken. Deel daarvan is het landen van een rover, gemaakt door het Franse CNES en Duitse DLR ruimtevaart organisaties, en een sample-return. Het MMX ruimteschip zal landen op Phobos, en een specimen van het oppervlak terugvliegen naar de Aarde in 2028.

## Kenmerken
Kenmerkend aan deze kleine maan is de inslagkrater Stickney, genoemd naar de vrouw van Asaph Hall. Deze krater heeft een diameter van ongeveer 9 km (bijna de helft van de totale diameter van de maan) en is ontstaan door de inslag van een grote meteoriet. Andere kraters zijn Roche (6 km), Hall (5 km) en d'Arrest (2 km).
Een andere landvorm op Phobos zijn groeven. Over het ontstaan van deze groeven is veel onenigheid: veel wetenschappers geloven dat de meteorietinslag van Stickney de oorzaak is, maar deze inslag verklaart niet goed het regelmatige patroon van de groeven. Een andere hypothese is dat getijdenkrachten de oorzaak zijn. De vraag is of deze krachten voldoende zijn. De oppervlaktetemperatuur schommelt tussen min 110 en min 5 graden Celsius.

## Toekomst
De afstand tussen Phobos en Mars is erg klein: 6000 km. Deze afstand wordt elke honderd jaar nog 1,8 meter kleiner. Men schat dat Phobos binnen 30 tot 50 miljoen jaar zo dichtbij zal komen, dat de maan helemaal verkruimelt, en een ring gaat vormen rondom Mars (uit: "Martian Facts", ARES III mission of the LUNARES base in Poland).

## Afbeeldingen

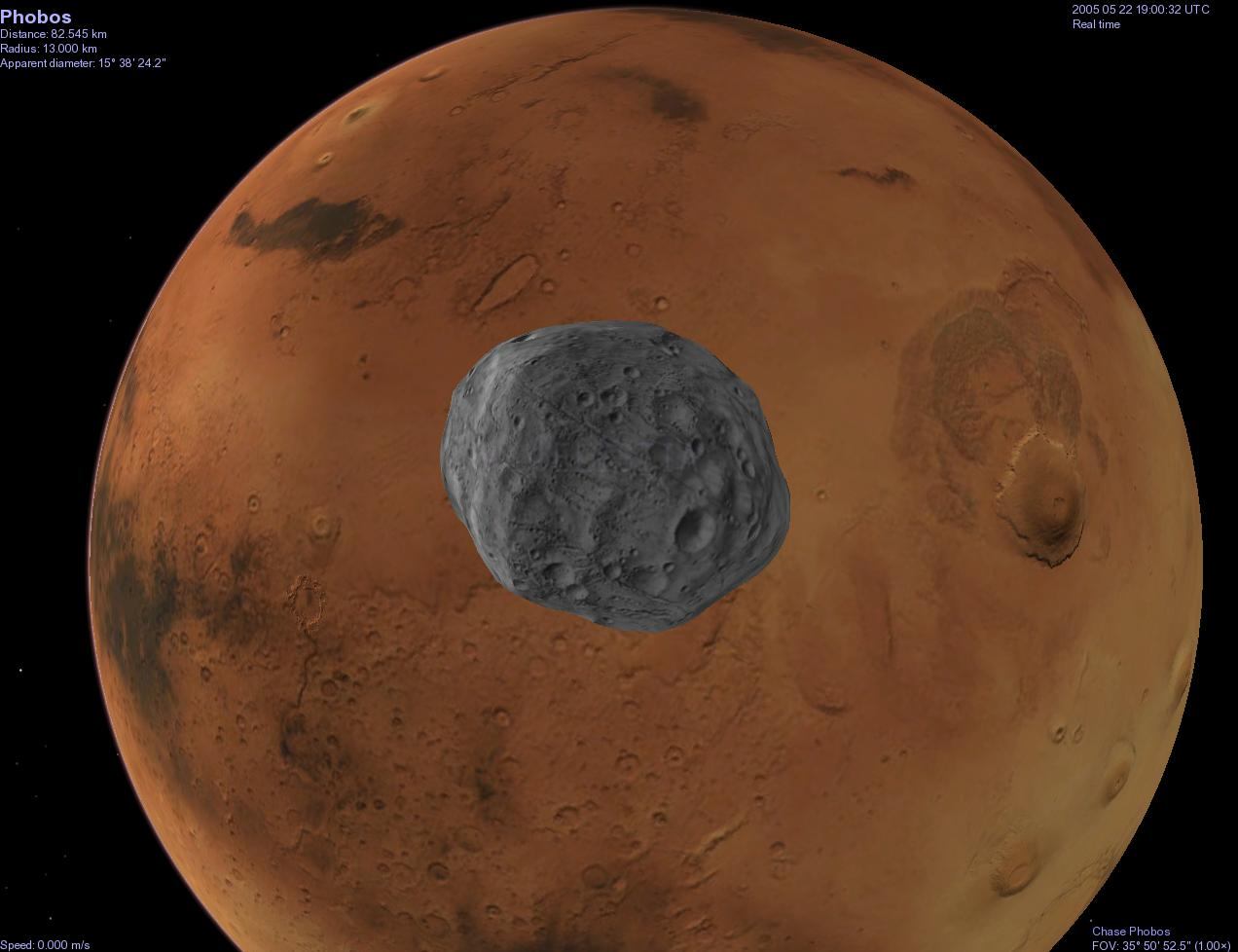
Phobos en Mars
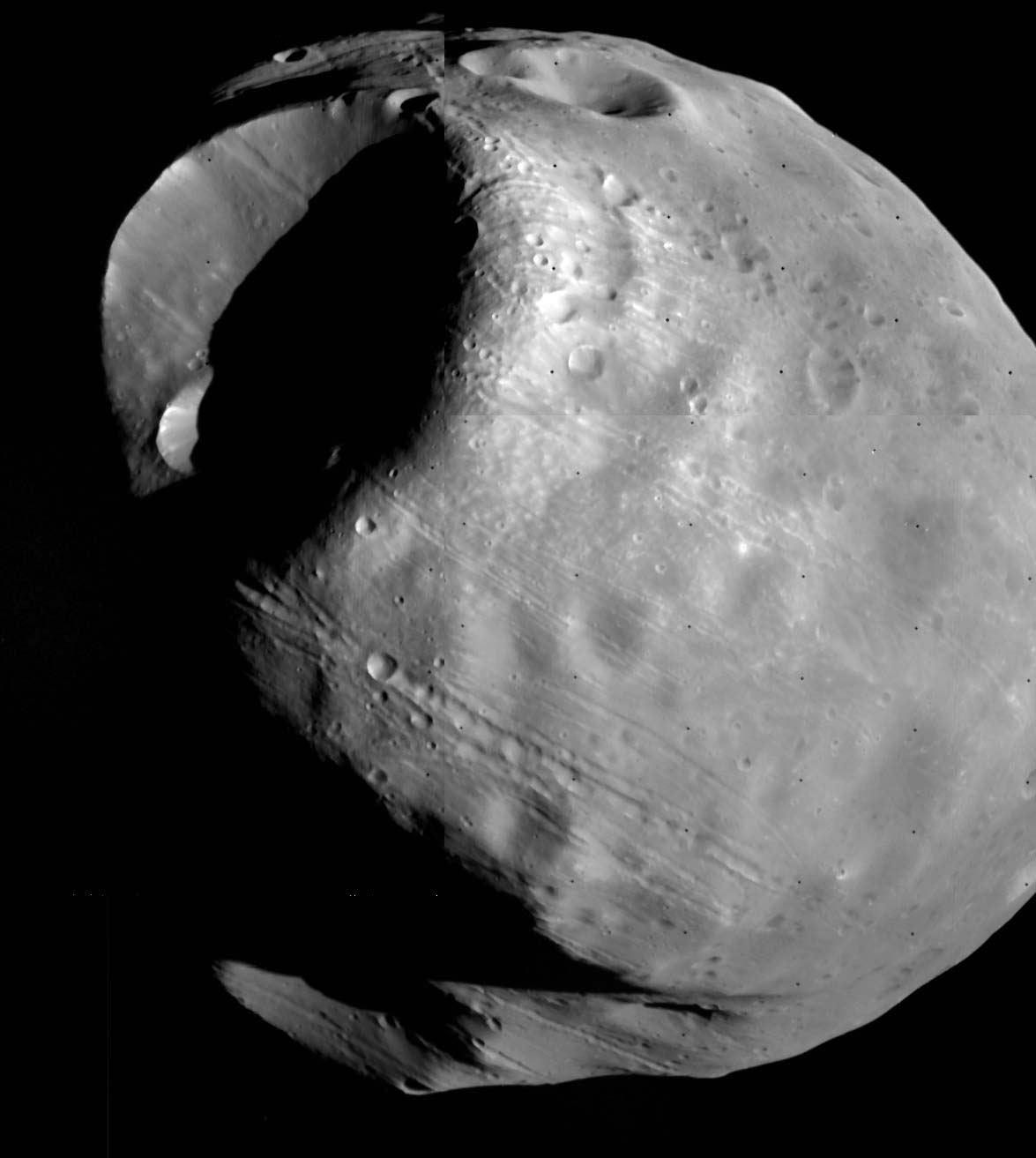
Gezien door Viking 1 in 1978. De grote krater (grotendeels in het donker) linksboven op de afbeelding is de krater Stickney.
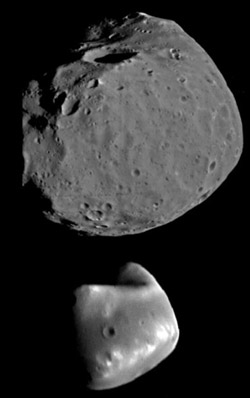
Phobos (boven) en Deimos
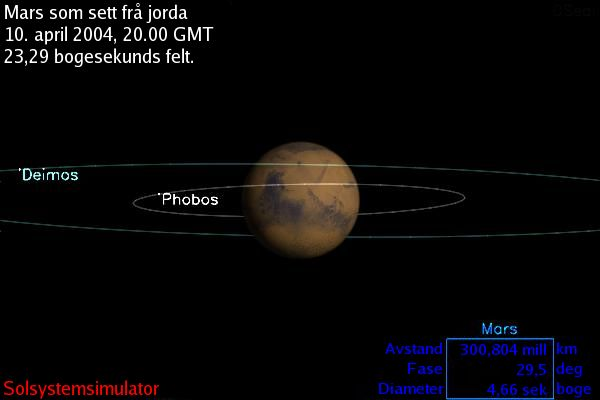
De baan om Mars